# Alampla tetrope
Alampla tetrope är en fjärilsart som beskrevs av Diakonoff 1978. Alampla tetrope ingår i släktet Alampla och familjen Immidae. Inga underarter finns listade i Catalogue of Life.